# Air-France-Flug 5672
Auf dem Air-France-Flug 5672 (Flugnummer: AF5672) ereignete sich am 22. Juni 2003 ein schwerer Flugunfall, als die eingesetzte Bombardier CRJ100ER der Brit Air im Anflug auf den Flughafen Brest ins Gelände geflogen wurde. Bei dem Zwischenfall kam der Flugkapitän ums Leben, neun Menschen wurden verletzt.

## Maschine
Bei dem verunfallten Flugzeug handelte es sich Bombardier CRJ100ER, die zum Zeitpunkt des Unfalls dreieinhalb Jahre alt war. Die Maschine mit der Werksnummer 7377 wurde im Werk von Bombardier Aerospace am Flughafen Montréal-Mirabel endmontiert und absolvierte ihren Erstflug mit dem Testkennzeichen C-FMLB. Die Maschine wurde dann am 29. Februar 2000 an die Brit Air erstausgeliefert, welche sie mit dem Luftfahrzeugkennzeichen F-GRJS zuließ und sie im Namen sowie mit einer Bemalung der Air France betrieb. Das zweistrahlige Regionalverkehrsflugzeug war mit zwei Turbojettriebwerken des Typs General Electric CF34-3A1 ausgestattet. Bis zum Zeitpunkt des Unfalls hatte das Flugzeug eine Gesamtbetriebsleistung von 6.649 Betriebsstunden absolviert, auf die 6.552 Starts und Landungen entfielen.

## Besatzung
Es befand sich eine dreiköpfige Besatzung an Bord der Maschine, die sich aus einem Flugkapitän, einem ersten Offizier und einer Flugbegleiterin zusammensetzte:
- Der 53-jährige Flugkapitän hatte seine kommerzielle Pilotenlizenz im Jahr 1976 erworben. Im Jahr 1984 wurde er zusätzlich zum Hubschrauberpilot qualifiziert. Im Juni 1990 wurde eine kanadische kommerzielle Pilotenlizenz erteilt, am 3. Februar 1994 eine französische. Der Flugkapitän verfügte über 16.000 Stunden Flugerfahrung, von denen er 5.300 Stunden in Maschinen der Bombardier-CRJ-Serie absolviert hatte.

- Der 38-jährige Erste Offizier war ein Pilot bei den Französischen Luftstreitkräften gewesen, wo er Maschinen der Typen Dassault Falcon 10, Nord 262, Breguet Atlantic und Mudry CAP 10 geflogen hatte. Er erwarb seine kommerzielle Pilotenlizenz am 5. Mai 1999. Im Oktober 2001 war er durch die Brit Air als Erster Offizier in Maschinen des Typs Bombardier CRJ-100ER eingestellt worden. Der Erste Offizier verfügte über 4.800 Stunden Flugerfahrung, davon hatte er 650 mit Maschinen des betroffenen Typs absolviert.

- Die 31-jährige Flugbegleiterin hatte ihre ersten Flugsicherheits- und Erste-Hilfe-Scheine am 8. September 1994 erworben. Sie war durch die Brit Air zunächst im März 1995 für die Flugzeugtypen ATR 72, ATR 42 und Saab 340 ausgebildet worden. Im April und Mai 1997 wurde sie zusätzlich für Maschinen des Typs CRJ-100 qualifiziert.

## Passagiere
Den regionalen Inlandslinienflug AF5672 von Nantes nach Brest hatten an diesem Tag 21 Passagiere angetreten.

## Unfallhergang
Der Flug von Nantes nach Brest verlief bis zum Anflug ohne besondere Vorkommnisse. Um 21:48 Uhr fuhr der Erste Offizier die Auftriebshilfen aus und die Maschine wurde in einer Flughöhe von 2.000 Fuß für den Anflug stabilisiert. Unterdessen blies der Wind aus nordwestlicher Richtung und ließ die Maschine von ihrer Anflugroute nach links abweichen, was der Besatzung nicht auffiel. Um 21:49 Uhr fuhren die Piloten die Klappen auf ihre endgültige Landestellung aus und arbeiteten die Landecheckliste durch.
Um 21:51 Uhr ertönte das Ground Proximity Warning System (GPWS) des Flugzeugs in einer Höhe von etwa 150 Metern und gab die Warnung „Sink rate“ aus. Der Kapitän schaltete dann den Autopiloten aus und die Maschine setzte ihren Sinkflug fort. Bei 100 Fuß forderte das GPWS die Besatzung dann auf, die Maschine hochzuziehen („Pull up!“). Der Kapitän rief ein Durchstarten aus und die Piloten gaben vollen Triebwerksschub.
Um 21:51:22 Uhr setzte die Maschine mit einer niedrigen Geschwindigkeit auf einer Wiese in der Nähe des Flughafens auf. Der Bombardier CRJ-100 schlitterte über die Wiese und prallte gegen einen bewaldeten Damm. Die Maschine streifte dann Bäume, wobei die linke Tragflächenendspitze abbrach. Die linke Tragfläche geriet daraufhin in Brand. Die Maschine schlitterte dann gegen eine Betonwand, woraufhin auch die rechte Tragfläche und eine der Flugzeugtüren abrissen. Die Maschine kam schließlich zum Stehen, nachdem sie gegen einen Mast geprallt war.

## Evakuierung
Nachdem die Maschine zum Stehen gekommen war, breitete sich das Feuer, zunächst auf der linken Seite, schnell aus. Die Passagiere sahen, wie sich das Feuer über die Seitenwände in Richtung der Kabine ausbreitete. Die Flugbegleiterin öffnete die Cockpittür und sah riesige Rumpfbrüche im Cockpitbereich. Sie wies die Passagiere an, die Maschine durch den rechten Seitenausgang, an dem die Tür abgerissen worden war, zu verlassen.
Während der Evakuierung konnten mehrere Passagiere den Ausgang nicht finden. Zwei Passagiere rannten zum hinteren Ende der Kabine. Später teilte ihnen ein anderer Passagier mit, dass es hinten keinen Notausgang gebe. Ein Fluggast, der häufig auf dem Flug AF5672 mitflog und in der Mitte des Flugzeugs saß, öffnete die linke Nottür. Er bemerkte, dass die linke Tragfläche in Flammen stand, verließ die Maschine aber dennoch durch diese Tür. Die Flammen drangen dann durch den geöffneten Notausgang in das Flugzeug ein. Der Copilot verließ die Maschine durch das Loch, das beim Aufprall im Cockpit entstanden war. Die Flugbegleiterin verließ die Maschine und half bei der Evakuierung von außen, welche binnen weniger als einer Minute abgeschlossen war. Die Evakuierung verlief gut, da die Kabinenbeleuchtung und das Feuer die Maschine gut ausleuchteten, was den Passagieren erleichterte, die Ausgänge rechtzeitig zu finden.

## Rettungseinsatz
Nachdem der Funkkontakt zur Maschine verloren gegangen war, alarmierten die Fluglotsen in Brest die Flughafenfeuerwehr, welche daraufhin begann, nach der Unfallstelle zu suchen. Um 21:56 Uhr rief die Flughafenfeuerwehr die Stadtfeuerwehr von Brest hinzu. Kurz darauf gingen Anrufe von Passagieren und Besatzungsmitgliedern der verunglückten Maschine, wobei die Anrufer berichteten, dass die Maschine in der Nähe des Flughafens verunfallt sei. Die Feuerwehr traf um 22:18 Uhr am Unfallort ein. Der Erste Offizier und ein Passagier wurden in ein nahe gelegenes Krankenhaus gebracht, während die anderen zum Flughafenterminal gebracht wurden. Nach einer Untersuchung durch Ärzte wurden einige weitere Passagiere später zur weiteren Behandlung in ein Krankenhaus gebracht.
Der Kapitän war das einzige Todesopfer. Neun weitere Personen wurden verletzt.

## Ursache
Das Bureau d’Enquêtes et d’Analyses pour la sécurité de l’aviation civile (BEA) untersuchte den Zwischenfall. Die Untersuchung ergab folgenden Unfallhergang:
Um 21:44 Uhr wurde die Besatzung der Maschine durch die Anflugkontrolle von Brest angewiesen, Warteschleifen zu fliegen, da sich das Wetter in dem Gebiet gerade verschlechterte. Wenig später wurde die Freigabe für den Anflug erteilt. Der Kapitän begann den Anflug, indem er im Flugsteuerungscomputer den Kursmodus aktivierte. Später änderte er die Navigationsquelle in VOR und aktivierte dann die ILS-Frequenz. Diese Aktionen dürfen nur ausgeführt werden, wenn gleichzeitig im Autopiloten der Anflugmodus aktiviert ist. Die Piloten drückten allerdings auch nach Auswahl der ILS-Frequenz nicht den Knopf für den Anflugmodus. Wäre der Modus zu diesem Zeitpunkt aktiviert gewesen, wäre die Maschine dem Gleitpfad gefolgt. Unter der gewählten Einstellung ließ der Wind die Maschine nach links vom Kurs abkommen. Um 21:48 Uhr verließ die Maschine den Gleitpfad. Während die Besatzung versuchte, wieder an Höhe zu gewinnen, wich die Maschine weiter von der geplanten Strecke ab.